# اندیس جنوب کوه لار
جنوب کوه لار یک اندیس فلزی است که در حوالی شهر تله سیاه استان سیستان و بلوچستان قرار دارد و مادهٔ معدنی موجود در آن، طلا است.سنگ میزبان این اندیس توده نفوذی سینیتی کوه لار است  در این اندیس، پاراژنز‌های طلا، مس و نقره یافت می‌شوند.